# 870 до н. е.

## Події
Правителем фінікійського міста Бібл став Іхі Мілкі (дата приблизна).
Держава Мана в Прикаспії. Цар Уалкі.